# Port lotniczy Kirjat Szemona
Port lotniczy Kirjat Szemona (hebr. שדה התעופה קריית שמונה; ang. Kiryat Shmona Airport) IATA: KSW, ICAO: LLKS) – nieczynny port lotniczy położony przy mieście Kirjat Szemona na północy Izraela.

## Położenie
Port lotniczy Kirjat Szemona jest położony w północno-zachodnim skraju Palca Galilei – w Dolinie Hula w Górnej Galilei, na północy Izraela. Leży w odległości niecałego 1 km na wschód od miasta Kirjat Szemona. Lotnisko znajduje się na wysokości 115 m n.p.m., a pas startowy o długości 1348 m jest zwrócony w kierunku południowo-zachodnim. W jego otoczeniu znajdują się kibuce Kefar Giladi, Majan Baruch i Ha-Goszerim, oraz moszawy Juwal i Bet Hillel.

## Historia
Do końca 2003 roku loty do Kirjat Szemona obsługiwała linia lotnicza Arkia Israel Airlines, jednak z powodu drastycznego spadku liczby pasażerów zawiesiła połączenia. W 2003 roku na tej linii przewieziono zaledwie 19 tys. pasażerów, podczas gdy w 2000 roku było ich 57 tys. Tak duży spadek liczby pasażerów wiązał się z nieopłacalnością finansową dalszego utrzymywania tego połączenia. W trakcie II wojny libańskiej w 2006 roku lotnisko było całkowicie zamknięte dla ruchu cywilnego. Dopiero po ustaniu działań wojennych wznowiono jego działalność. Wówczas to linie lotnicze Tamir Airways wygrały przetarg na wznowienie połączeń między Kirjat Szemona a portem lotniczym Tel Awiw – Sede Dow. Wybudowano nowy terminal pasażerski i na przełomie 2006-2007 przez krótki czas obsługiwano trzy loty dziennie. Okazało się jednak, że prawo do prowadzenia działalności na lotnisku posiada inna spółka, która weszła w spór z Tamir Airways. Z tego powodu zawieszono działalność portu.

## Terminal
Terminal pasażerski został nazwany na cześć ministra Rechawama Ze’ewiego. Jest on niezwykle interesującą architektonicznie budowlą, uważaną za jedną z najlepszych i najbardziej zaawansowanych technologicznie w Izraelu. Z założenia miał on usprawnić działanie portu lotniczego i przyczynić się do rozwoju miasta Kirjat Szemona. Bliskość strefy przemysłowej i ośrodków turystycznych Galilei były dodatkowymi atutami, jednak nierozstrzygnięte spory prawne uniemożliwiają jego funkcjonowanie.

## Transport
Z portu lotniczego wyjeżdża się na północ na drogę nr 99, którą jadąc na zachód dojeżdża się do skrzyżowania z droga nr 90 i miasta Kirjat Szemona. W odległości około 25 km na południe jest położony port lotniczy Rosz Pina, obsługujący połączenia krajowe.

## Wojsko
W bezpośrednim sąsiedztwie lotniska znajduje się baza wojskowa Bet Hillel.